# Gottes Zeit ist die allerbeste Zeit
Gottes Zeit ist die allerbeste Zeit, BWV 106, auch bekannt unter dem Namen Actus tragicus, ist eine geistliche Kantate von Johann Sebastian Bach.

## Entstehung
Das Werk ist eine der frühesten Bachkantaten überhaupt. Wahrscheinlich ist sie 1707 oder 1708 in Mühlhausen als Trauerkantate entstanden, möglicherweise aus Anlass des Todes des Bürgermeisters Strecker oder zur Trauerfeier von Bachs Onkel Tobias Lämmerhirt (gest. 10. August 1707 in Erfurt).

## Thematik
Der Text besteht aus verschiedenen Bibelworten des Alten und Neuen Testaments sowie den Liedstrophen Mit Fried und Freud ich fahr dahin von Martin Luther und Glorie, Lob, Ehr und Herrlichkeit von Adam Reusner, die alle auf Endlichkeit und Sterben, Auferstehung und ewiges Leben Bezug nehmen. Dabei lassen sich zwei Teile unterscheiden: Der im ersten Teil dargestellten Sicht des Alten Testaments auf das Sterbethema stellt der zweite Teil die Sicht des Neuen Testaments gegenüber; die Ablösung des alten durch den neuen Bund bestimmt den symmetrischen Aufbau der Kantate.

## Aufbau
1. Sonatina
2. 1. Coro con Choral: Gottes Zeit ist die allerbeste Zeit
  2. Arioso (Tenore):  Ach, Herr, lehre uns bedenken
  3. Aria (Basso): Bestelle dein Haus
  4. Coro: Es ist der alte Bund
3. Aria (Duetto con Choral)
  1. Aria (Duetto Alto e Basso) con Choral: In deine Hände befehl ich meinen Geist
  2. Arioso und Choral (Basso e Alto): Heute wirst du mit mir im Paradies sein
4. Coro (Choral): Glorie, Lob, Ehr und Herrlichkeit

## Besetzung
- Sopran, Alt, Tenor, Bass
- Instrumentalensemble aus 2 Blockflöten, 2 Gamben und Basso continuo

In der Kantate ist nicht ausdrücklich ein Chor vorgeschrieben. Bemerkenswert für die Besetzungsdiskussion sind aber die beiden Bass-Solopassagen, von denen die erste tief, die zweite hingegen äußerst hoch liegt. Einen vergleichbaren Tonumfang von zwei Oktaven fordert Bach sonst nicht von seinen Bässen, jedoch fehlt jeder Hinweis darauf, dass er von zwei Basssolisten ausgegangen sein könnte. Es ist auch nicht praktikabel, eine der beiden Partien chorisch auszuführen. „Bestelle Dein Haus“ fordert zu viele Koloraturen und „Heute wirst du mit mir im Paradies sein“ geht hinauf bis zum f′ und liegt für einen Chorbass zu hoch. Da die Quellenlage nichts anderes hergibt, könnte es sich auch um eine Partie handeln, die einem speziellen Sänger auf den Leib geschrieben wurde.

## Besonderheiten
Die Kantate des zum Entstehungszeitpunkt wahrscheinlich erst 22-jährigen Komponisten zählt zu seinen bedeutendsten Werken. Alfred Dürr bezeichnet die Kantate in seinem Buch Die Kantaten von Johann Sebastian Bach mit ihren Texten als „ein Geniewerk, wie es auch großen Meistern nur selten gelingt“.